# Buque oceanográfico
Un buque oceanográfico es una embarcación acondicionada para las tareas de investigación científica en mares y océanos. Algunos buques oceanográficos son construidos con capacidad polar e incluso pueden ser dotados de un casco especialmente reforzado, lo que les permite operar en el océano Ártico y en la Antártida en diferentes épocas del año.
Los buques oceanográficos poseen instrumental para realizar estudios de temperatura, salinidad, oxígeno disuelto, turbiedad, fluorescencia del agua. También analizan la dirección y características de las corrientes marinas y realizan observaciones meteorológicas.
El análisis de la biología marina se logra con la captura de ejemplares, utilizando los métodos de pesca que se consideren más adecuados para las especies que son objeto de la investigación. Para los estudios geológicos, se obtienen muestras del lecho y subsuelo marino.

## Imágenes

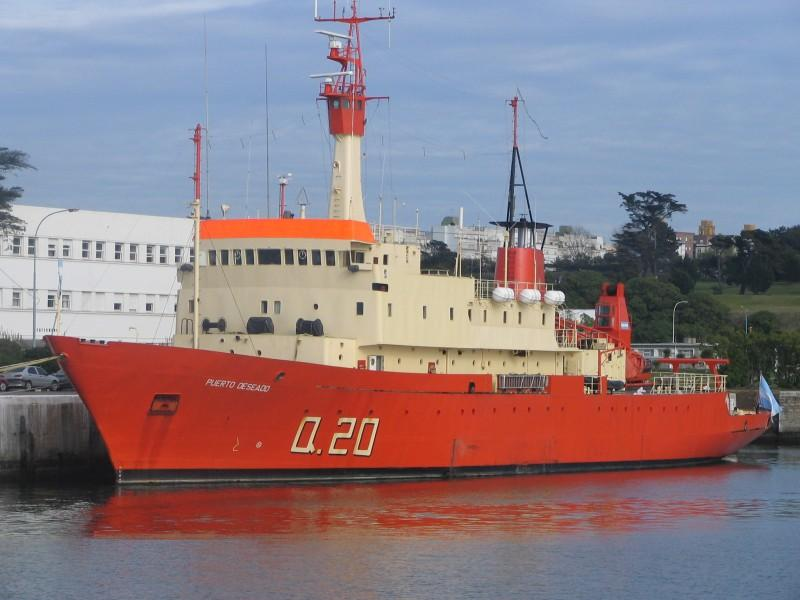
ARA Puerto Deseado (Q-20) de la Armada Argentina.
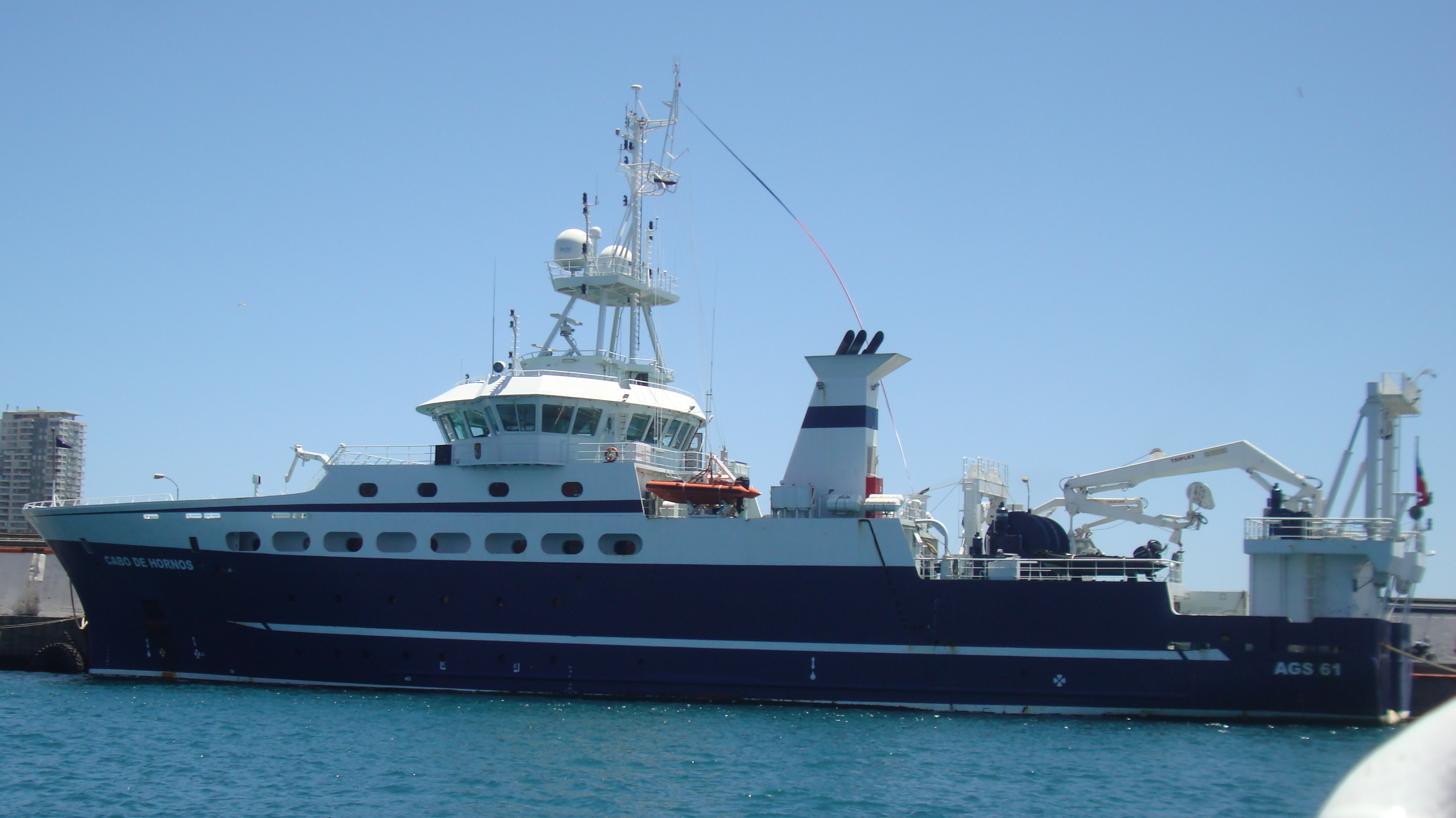
Cabo de Hornos (AGS-61) de la Armada de Chile.
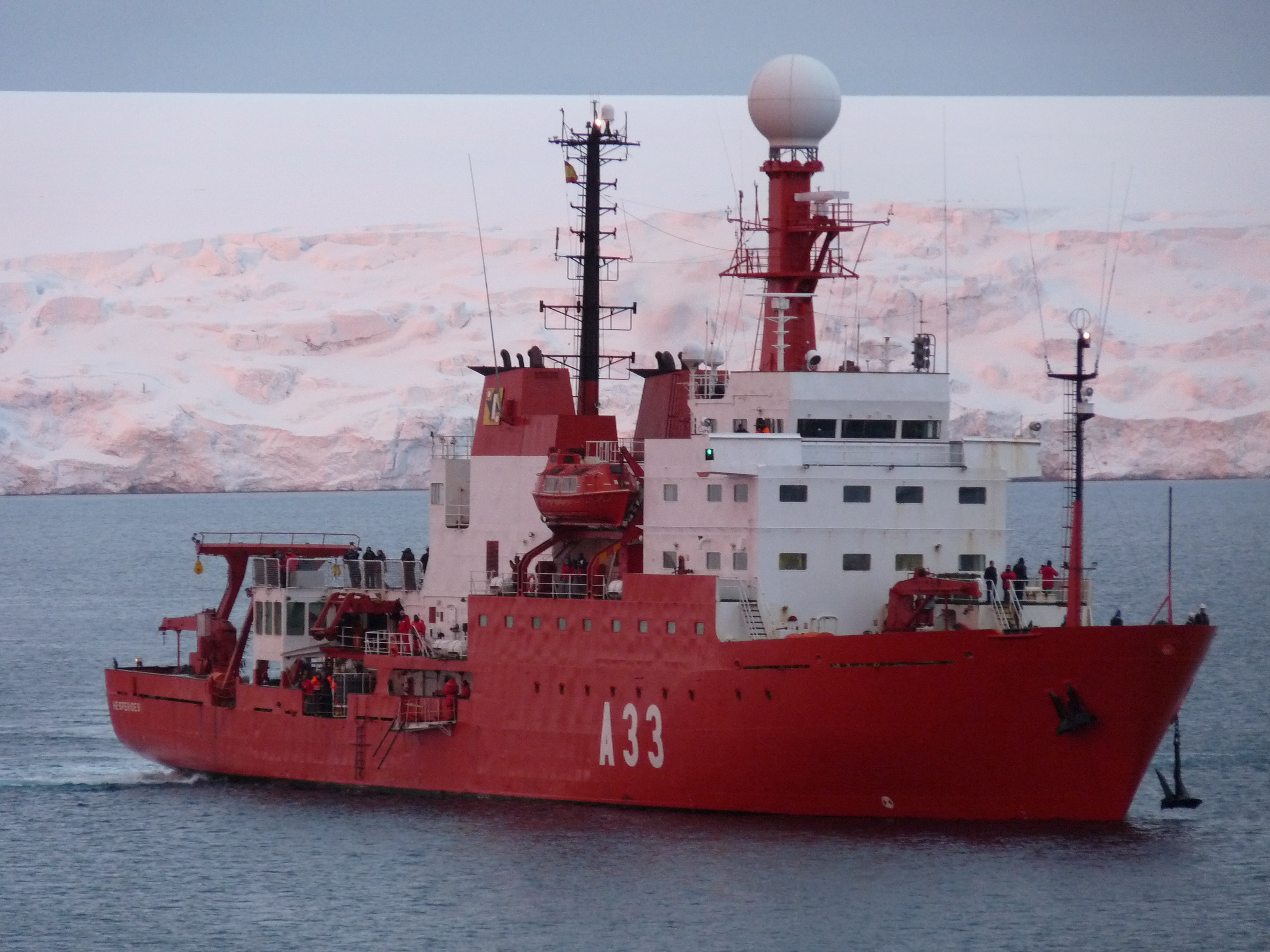
Hespérides (A-33) de la Armada Española.
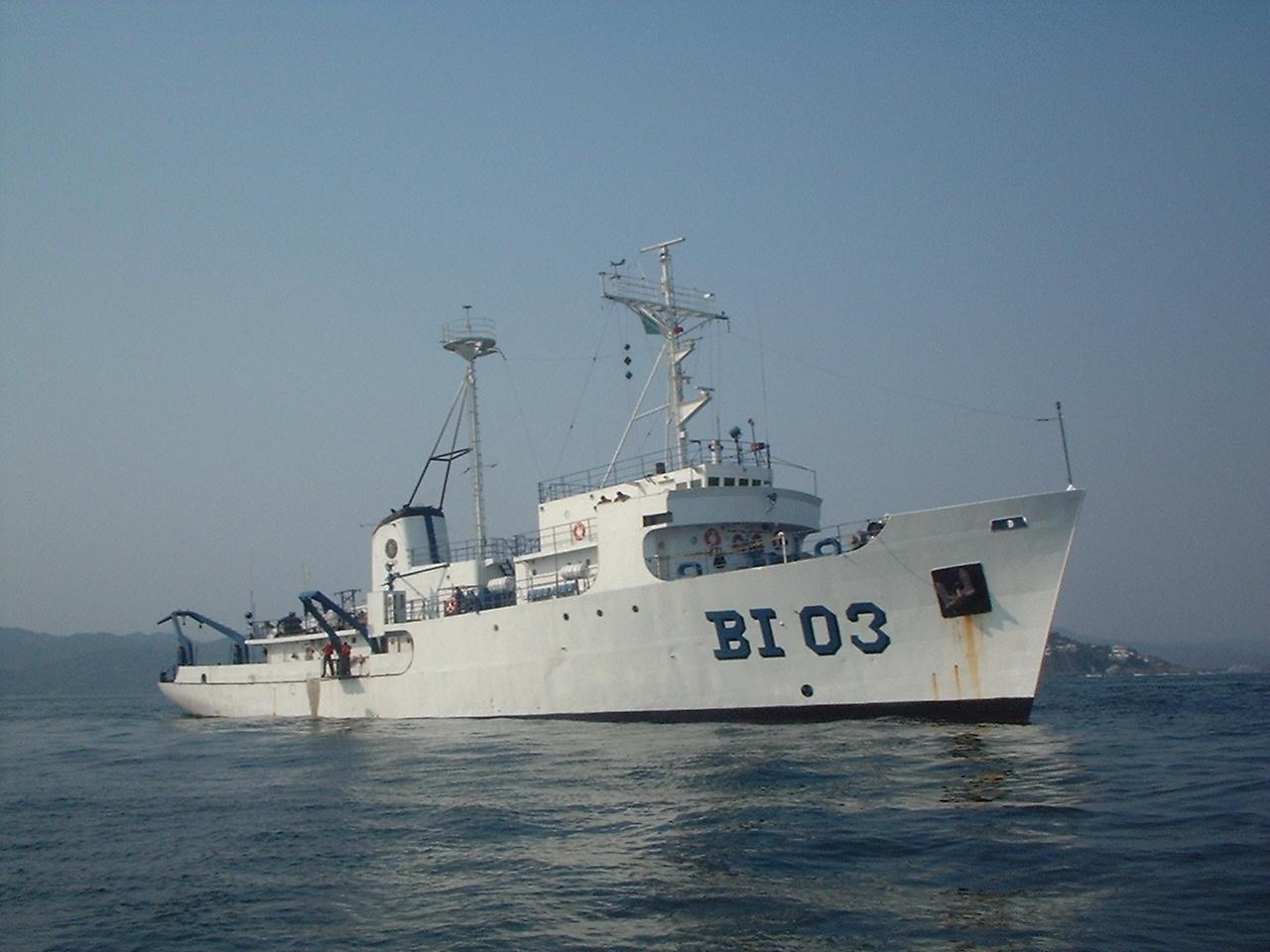
ARM Altair (BI-03) de la  Armada de México.
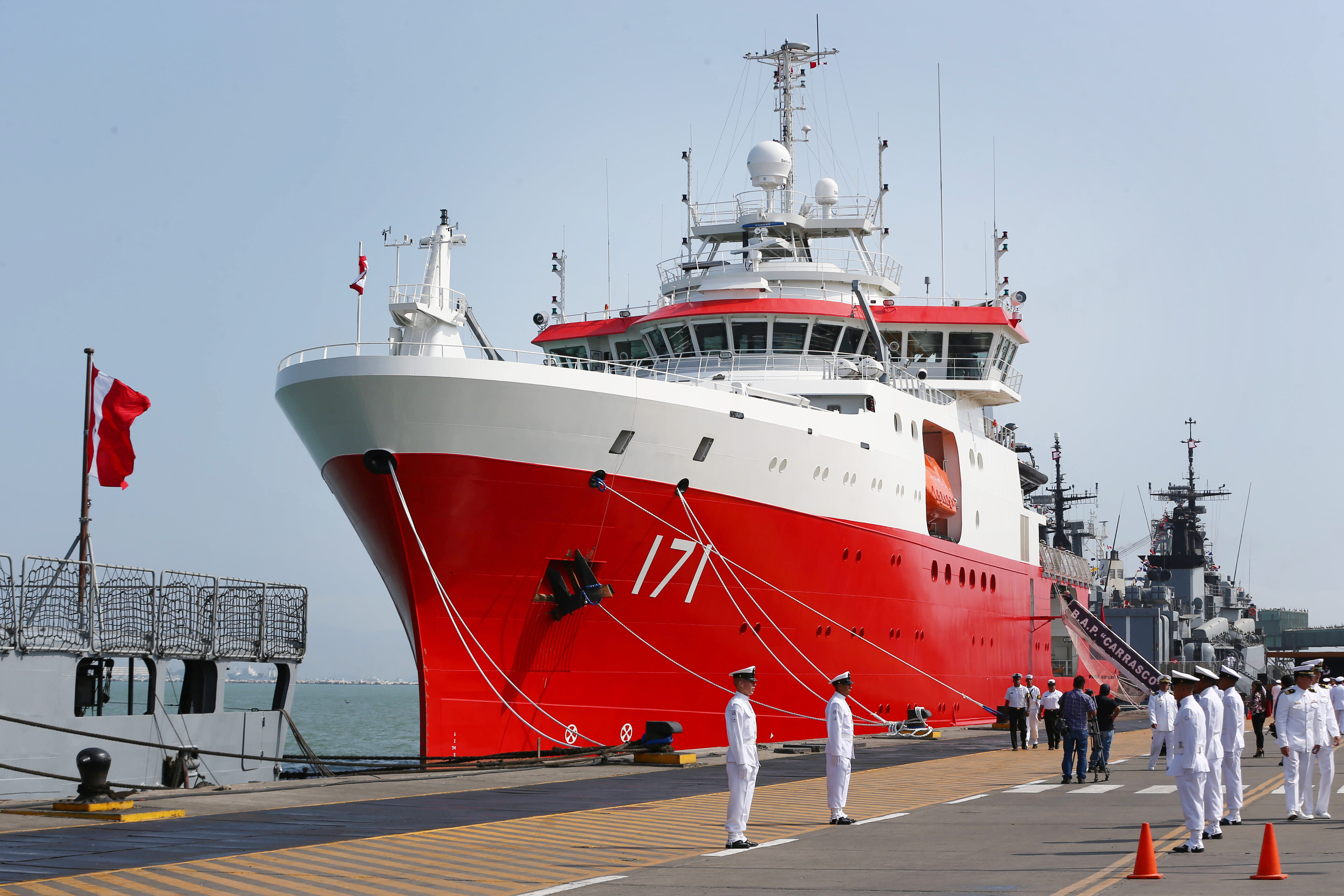
BAP Carrasco (BOP-171) de la Marina de Guerra del Perú.
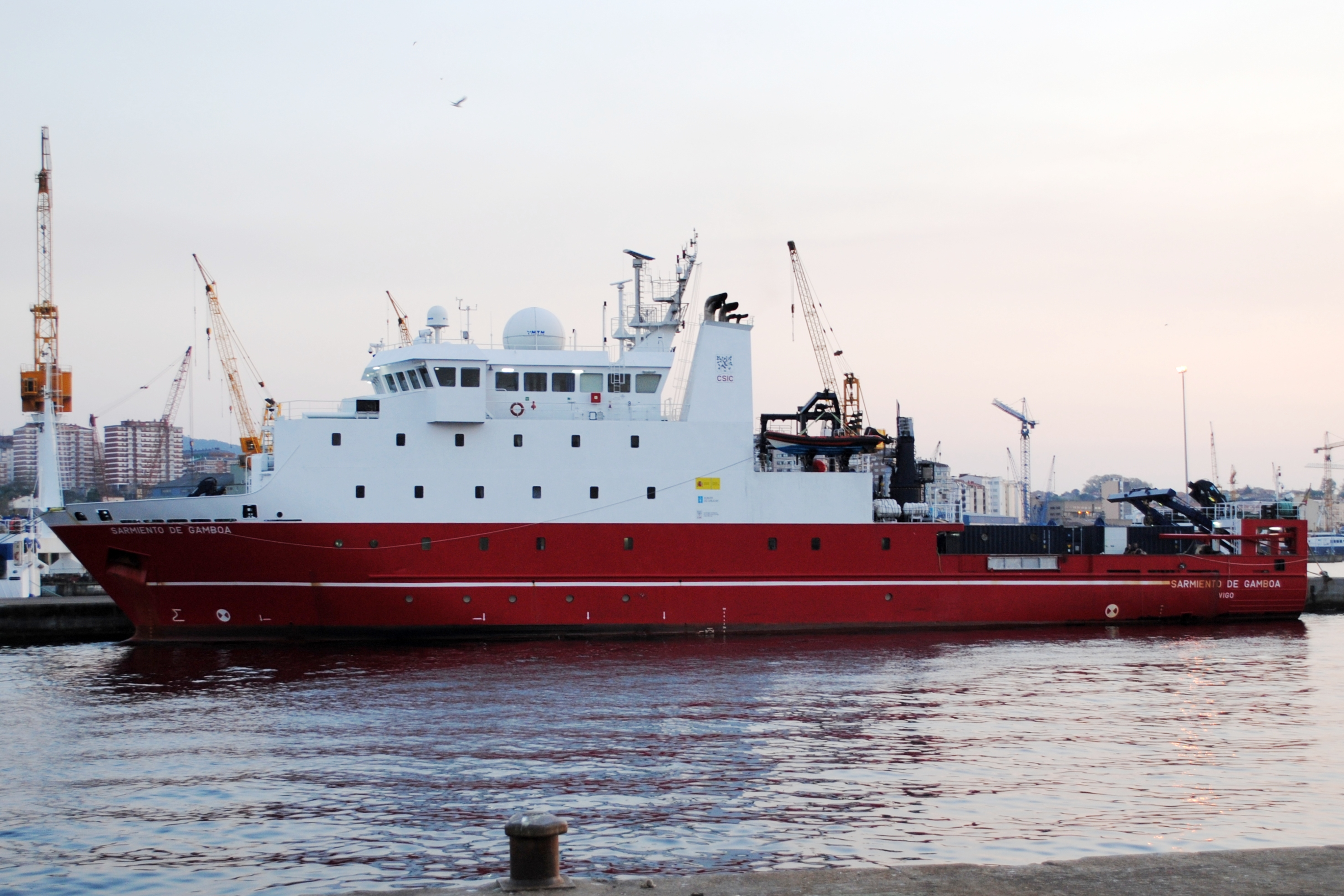
Buque Oceanográfico Sarmiento de Gamboa del CSIC Español.